# Wang Shengjun
Wang Shengjun (chino: 王胜俊|t=王勝俊, pinyin: Wáng Shèngjùn); (* Suzhou, Anhui, 1946-) es un político chino, fue elegido presidente de la Corte Suprema Popular de la República Popular China en marzo de 2008, cargo que ejerció hasta marzo de 2013.

## Biografía
Se adhirió al Partido Comunista de China en 1972.
Wang fue designado como secretario general del Comité de Asuntos Políticos y Legislativos del Comité Central del Partido Comunista de China Central Committee en 1998. Fue miembro del 16° y del 17° Comité Central del Partido Comunista de China.
Wang no tiene preparación legal formal.